# Brody (Krásný Dvůr)

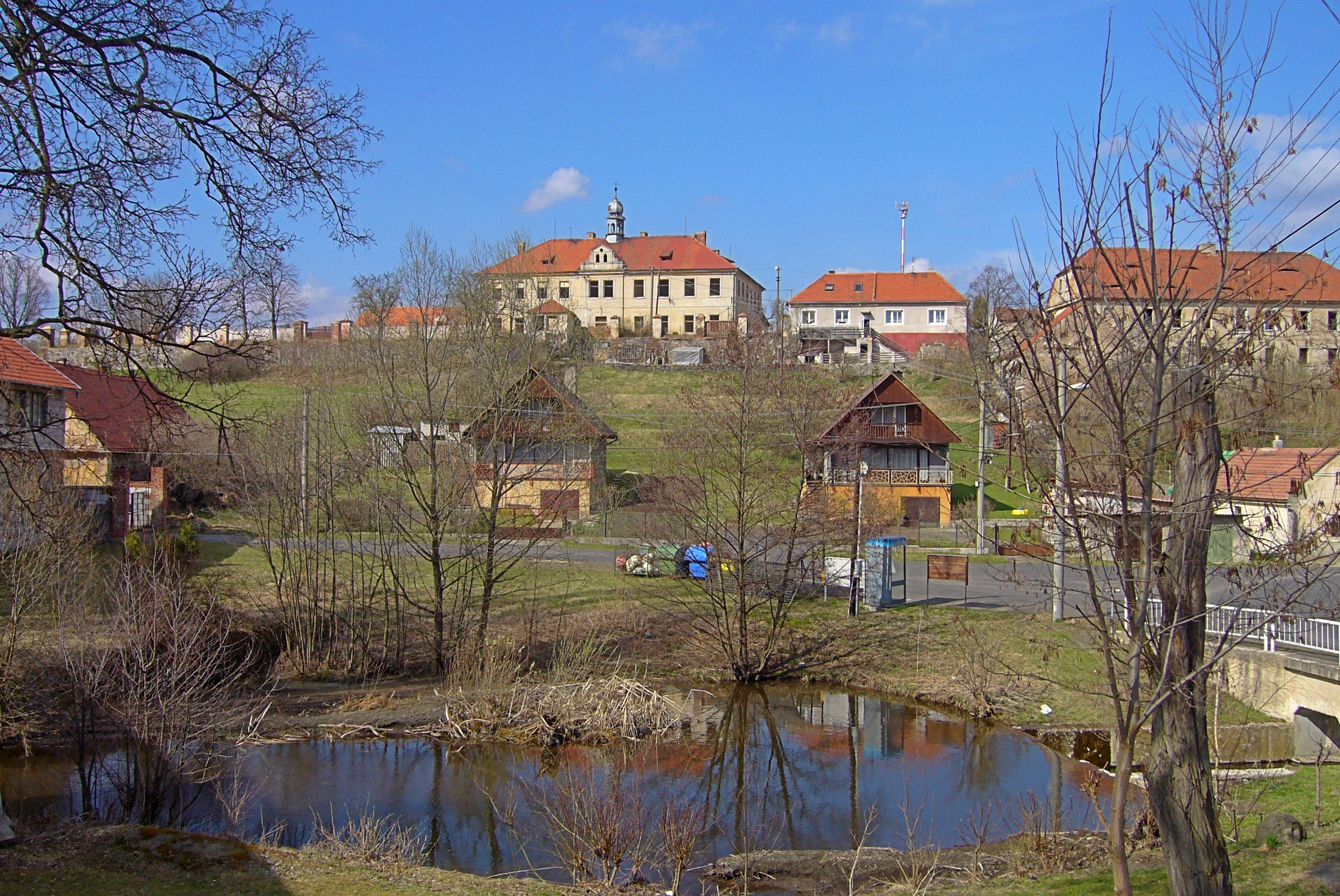
Blick vom Ortszentrum zum Schloss

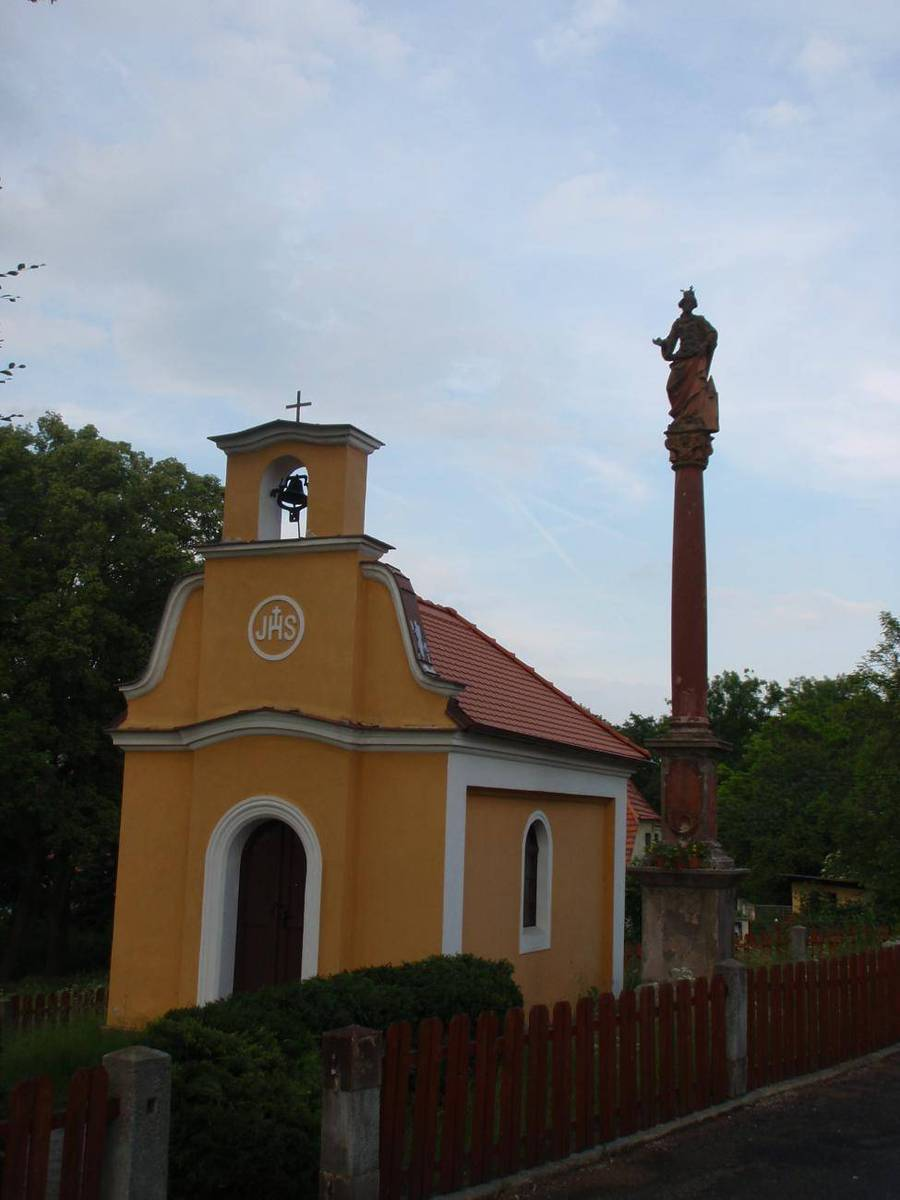
Barbarakapelle und Barbarasäule

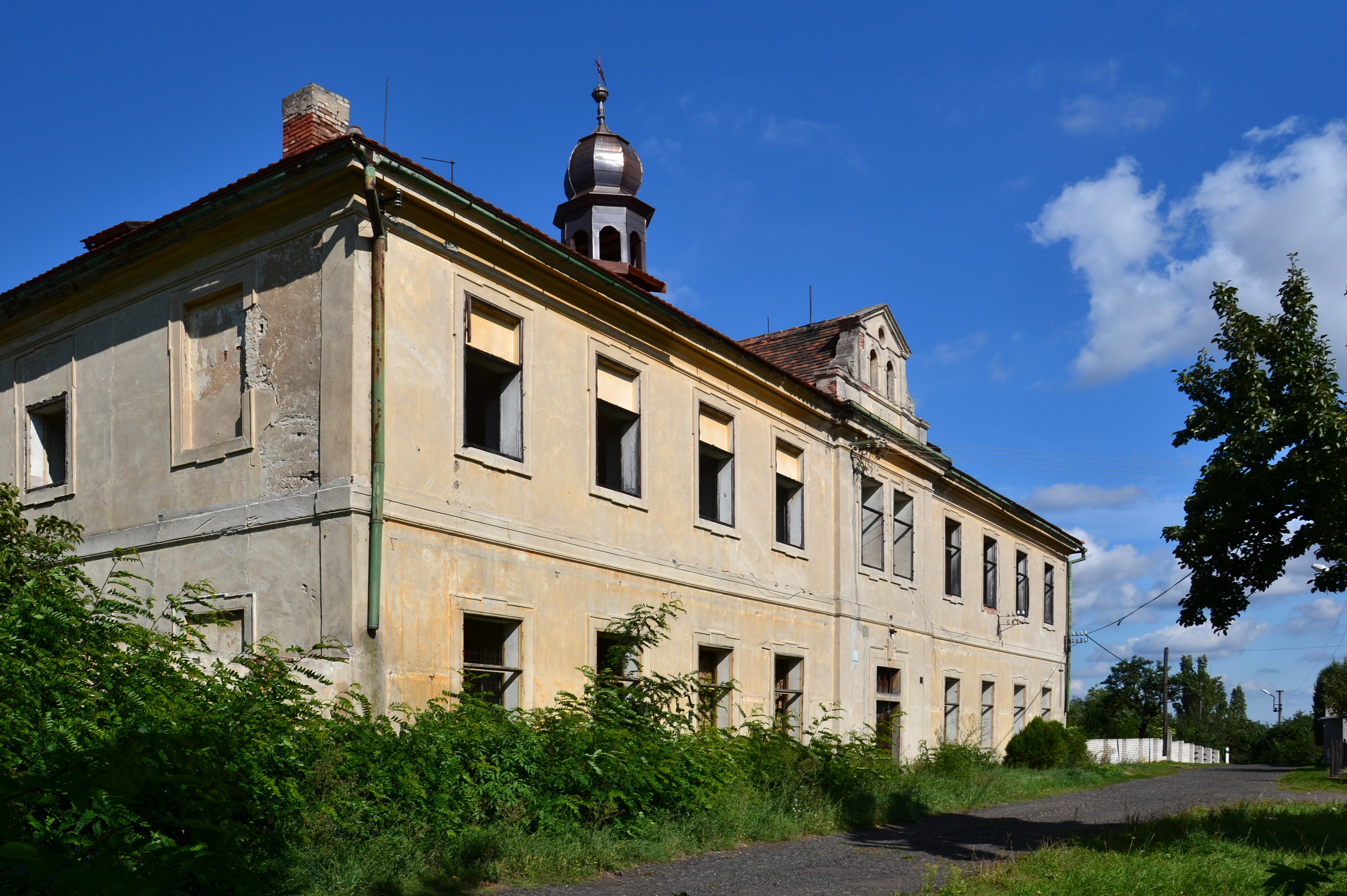
Schloss Brody

Brody (deutsch Pröllas) ist ein Ortsteil der Gemeinde Krásný Dvůr (Schönhof) in Tschechien. Das Dorf liegt sechs Kilometer nordwestlich von Podbořany (Podersam) und gehört zum Okres Louny.

## Geographie
Das Platzdorf Brody befindet sich in der Talmulde der Leska (Leskabach) am Übergang vom Duppauer Gebirge zum Saazer Becken. Nördlich erheben sich der V Křovinách (359 m n.m.) und der Kozel (Boxberg; 364 m n.m.), im Südosten der Kozí hřbet (Ziegenrück; 413 m n.m.), südlich der Ptačí vrch (Vogelherd; 437 m n.m.), im Südwesten die Dlouhé dříví (Seeberg; 435 m n.m.) sowie nordwestlich der Šibeniční vrch (Galgenberg; 435 m n.m.) und der Stráž (Hutberg; 466 m n.m.). Gegen Osten erstreckt sich der Schlosspark Krásný Dvůr bis zum Schloss Krásný Dvůr.
Nachbarorte sind Chotěbudice (Kettowitz) im Norden, Chrašťany (Groschau) und Krásný Dvůr im Nordosten, Hlubany (Lubau) und Buškovice (Puschwitz) im Südosten, Rybnický Mlýn (Teichmühle), Velká (Welka) und Dvérce (Wärzen) im Süden, Nepomyšl (Pomeisl), Podbořanský Rohozec (Deutsch Rust) und Chmelištná (Chmelischen) im Südwesten, Ovčín (Schäferei) und Dobřenec (Dobrenz) im Westen sowie Němčany (Niemtschau) und Vojtěchov (Albertihof) im Nordwesten.

## Geschichte
Die erste urkundliche Erwähnung des an einer Furt durch den Leskabach angelegten Dorfes Brody erfolgte im Jahre 1405 als Teil des Gutes Buškovice. Später kam das Dorf zum Gut Hlubany. 1552 verpfändete Johann d. Ä. Freymuth von Schönhof den Hof Brody an Niklas Schirndinger von Schirnding (Mikuláš ze Šertinku). In der zweiten Hälfte des 16. Jahrhunderts gründete Johann d. J. Freymuth von Schönhof in Brody ein landtäfliges Gut und errichtete wahrscheinlich eine Feste als seinen Sitz. 1575 verkaufte er das Gut und die Feste Brody an die Besitzerin der Herrschaft Mašťov (Maschau), Ursula Lobkowitz von Hassenstein. Nach der Schlacht am Weißen Berg zog sich der Besitzer der Herrschaft Maschau, Johann Heinrich von Stampach, die besondere Ungnade der Sieger zu, weil er 1619 König Friedrich I. auf Schloss Maschau beherbergt hatte. 1622 wurde sein gesamter Besitz konfisziert und im Jahr darauf an den kaiserlichen General Wilhelm Verdugo di Fauleria verkauft, der Maschau mit der Herrschaft Duppau und dem Gut Neprowitz vereinigte. Nach dem Dreißigjährigen Krieg wurde Brody wieder zum selbständigen Gut. Unter den Herren von Piszing erfolgte der Bau des Schlosses. Sie verkauften das Gut Prelas 1731 an den Besitzer der Herrschaft Schönhof, Franz Josef Czernin von und zu Chudenitz. Das Schloss Prelas wurde zum Wohn- und Amtssitz der Oberamtmanns der Herrschaft Schönhof.
1787 bestand Prelaß bzw. Preles aus 31 Häusern mit einem Meierhof, einer Schäferei und dem Schloss. Johann Rudolf Czernin von und zu Chudenitz ließ zwischen 1783 und 1793 den östlich des Dorfes gelegenen Schönhofer Busch zu einem Englischen Landschaftsgarten umgestalten. 1845 fiel das Czerninsche Familienfideikommisserbe Eugen Czernin von und zu Chudenitz zu.
Im Jahre 1846 bestand das im Saazer Kreis gelegene Dorf Pröllas aus 33 Häusern mit 246 deutschsprachigen Einwohnern. Im Ort gab es ein herrschaftliches Schloss mit einer Hauskapelle sowie der Wohnung und der Kanzlei des Oberamtmanns, einen herrschaftlichen Meierhof, ein Wirtshaus und zwei Mühlen, von denen zur oberen eine Brettsäge gehörte. Abseits lag die herrschaftliche Schäferei. Der Pröllaser Schweizerteich und der Mühlteich dienten der herrschaftlichen Fischwirtschaft; der Heinrichshübler Teich war in Wiesenland umgewandelt. Pfarrort war Puschwitz. Bis zur Mitte des 19. Jahrhunderts blieb Pröllas der Amtsort der Fideikommissherrschaft Schönhof und Miltschowes.
Nach der Aufhebung der Patrimonialherrschaften bildete Pröllas/Brody mit den Einschichten Schäferei und Leskamühle ab 1850 eine Gemeinde im Gerichtsbezirk Podersam. Das Schloss wurde nunmehr als Kanzlei und Beamtenwohnhaus der Domäne Schönhof genutzt. 1868 wurde die Gemeinde Pröllas dem Bezirk Podersam zugeordnet. 1869 bestand das Dorf aus 37 Häusern und hatte 327 Einwohner. Zu Beginn des 20. Jahrhunderts gehörten 98 % der Gemeindefluren den Grafen Czernin; davon entfielen 81 % auf die Meierhofsfluren und 17 % auf Wälder. Der Leskabach wurde im Dorf im Schnauzerteich aufgestaut. Der Schulunterricht erfolgte in Schönhof. Im Jahre 1900 hatte Pröllas 302 Einwohner, 1910 waren es 337. Nach dem Ersten Weltkrieg zerfiel der Vielvölkerstaat Österreich-Ungarn, das Dorf wurde 1918 Teil der neu gebildeten Tschechoslowakischen Republik. Beim Zensus von 1921 lebten in den 59 Häusern des Dorfes 363 Personen, davon 281 Deutsche und 78 Tschechen. Haupterwerbsquellen waren der Ackerbau, insbesondere von Zuckerrüben und Gerste, der Obstbau sowie die Viehzucht. 1930 lebten in den 60 Häusern von Pröllas 280 Personen. Nach dem Münchner Abkommen wurde Pröllas im Oktober 1938 dem Deutschen Reich zugeschlagen und gehörte bis 1945 zum Landkreis Podersam. 1939 hatte die Gemeinde 246 Einwohner. Nach dem Ende des Zweiten Weltkrieges kam Brody zur wiedererrichteten Tschechoslowakei zurück. Nach der Aussiedlung der meisten deutschen Bewohner wurde das Dorf mit Tschechen besiedelt. 1950 lebten in den 62 Häusern von Brody 220 Personen. Bei der Gebietsreform von 1960 erfolgte die Aufhebung des Okres Podbořany; Brody wurde nach Krásný Dvůr eingemeindet und dem Okres Louny zugeordnet. Seit den 1980er Jahren ist ein starker Bevölkerungsrückgang zu verzeichnen. 1991 bestand Brody aus 49 Häusern und hatte 116 Einwohner. Beim Zensus von 2011 lebten in den 52 Häusern des Dorfes 78 Personen.

## Ortsgliederung
Zu Brody gehört der Weiler Ovčín (Schäferei). Brody ist Teil des Katastralbezirkes Krásný Dvůr.

## Sehenswürdigkeiten
- Schloss Brody, nördlich über dem Dorf. Anstelle der wahrscheinlich in der zweiten Hälfte des 16. Jahrhunderts als Sitz des Johann d. J. Freymuth von Schönhof errichteten Feste wurde ein Jahrhundert später unter den Herren von Piszing ein Barockschloss gebaut. Nachdem Franz Josef Czernin von und zu Chudenitz 1731 das Gut erworben und seiner Herrschaft Schönhof zugeschlagen hatte, verlor das Schloss seine Bedeutung als Herrensitz. Es diente fortan als Amtssitz der Herrschaft Schönhof und Wohnhaus für die herrschaftlichen Beamten. 1848 und 1918 erfolgten große Instandsetzungen. Nach dem Zweiten Weltkrieg wurde die Familie Czernin enteignet, das Schloss wurde als Wohngebäude für die Beschäftigten des Staatsgutes genutzt. Einige in dieser Zeit durchgeführte Baumaßnahmen führten zu architektonischen Schäden. Wegen unterlassener Gebäudeunterhaltung verfiel das Schloss immer mehr und wurde sukzessive aufgegeben. Heute ist das Gebäude ungenutzt und mit leeren Fensterhöhlen. Seit 1964 ist das Schloss ein Kulturdenkmal.
- Barbarakapelle, auf dem Dorfanger
- Barbarasäule, neben der Kapelle
- Nischenkapelle, gegenüber Haus Nr. 39 an der Straße nach Krásný Dvůr
- Schlosspark Krásný Dvůr, östlich des Dorfes, angelegt 1783–1793 für Johann Rudolf Czernin von und zu Chudenitz. Er steht als Naturdenkmal Krásný Dvůr unter Schutz.